# ATP Challenger Mexiko-Stadt
Das ATP Challenger Mexiko-Stadt (offizieller Name: CDMX Open) ist ein Tennisturnier in Mexiko-Stadt, das von 1988 bis 2009 ausgetragen wurde. 2013 gab es eine weitere Ausgabe, ab 2018 wird es erneut gespielt. Es ist Teil der ATP Challenger Tour und wird im Freien gespielt. Im ersten Jahr wurde das Turnier auf Hartplatz ausgetragen, ehe es von 1990 bis 1999 auf Sand gespielt wurde. Anschließend wurde das Turnier für ein Jahr auf Sand ausgetragen, bevor es wiederum zum Hartplatz zurückkehrte. Seit 2008 wurde auf Hartplatz gespielt. 2018 erfolgte ein erneuter Wechsel zu Sand als Spielbelag. Ramón Delgado konnte einmal seinen Titel als Einzelsieger verteidigen, was bisher keinem anderen Spieler bei diesem Turnier gelang. Den Doppelwettbewerb konnten die Spieler Pablo Albano, Tripp Phillips und Carsten Ball je zweimal gewinnen.

## Siegerliste

### Einzel
| Jahr                         | Sieger                 | Finalgegner             | Finalergebnis     |
| ---------------------------- | ---------------------- | ----------------------- | ----------------- |
| 2025                         | Felipe Meligeni Alves  | Luka Pavlovic           | 6:3, 6:3          |
| 2024                         | Thiago Agustín Tirante | Alexis Galarneau        | 6:1, 6:3          |
| 2023                         | Dominik Koepfer        | Thiago Agustín Tirante  | 2:6, 6:4, 6:2     |
| 2022                         | Marc-Andrea Hüsler     | Tomás Martín Etcheverry | 6:4, 6:2          |
| 2019–2021: nicht ausgetragen |                        |                         |                   |
| 2018                         | Juan Ignacio Londero   | Roberto Quiroz          | 6:1, 6:3          |
| 2014–2017: nicht ausgetragen |                        |                         |                   |
| 2013                         | Andrej Martin          | Adrian Mannarino        | 4:6, 6:4, 6:1     |
| 2010–2012: nicht ausgetragen |                        |                         |                   |
| 2009                         | Dick Norman            | Marcel Felder           | 6:4, 6:76, 7:5    |
| 2008                         | Dawid Olejniczak       | Sam Warburg             | 6:4, 6:3          |
| 2007                         | Ramón Delgado (2)      | Adrián García           | 6:3, 6:3          |
| 2006                         | Ramón Delgado (1)      | Alejandro Falla         | 6:3, 4:6, 6:4     |
| 2005                         | Florent Serra          | Flávio Saretta          | 6:1, 6:4          |
| 2004                         | Florian Mayer          | Adrián García           | 6:4, 6:3          |
| 2003                         | Adrián García          | Santiago González       | 7:5, 6:3          |
| 2000–2002: nicht ausgetragen |                        |                         |                   |
| 1999                         | Federico Browne        | Gastón Etlis            | 4:6, 7:6, 6:4     |
| 1992–1998: nicht ausgetragen |                        |                         |                   |
| 1991                         | Fernando Roese         | Francisco Maciel        | 7:6, 4:6, 6:4     |
| 1990                         | Francisco Maciel       | Luis-Enrique Herrera    | 2:6, 7:6, 6:3     |
| 1989                         | nicht ausgetragen      | nicht ausgetragen       | nicht ausgetragen |
| 1988                         | Tom Mercer             | Peter Doohan            | 6:3, 6:4          |
| 1981–1987: nicht ausgetragen |                        |                         |                   |
| 1980                         | Jorge Andrew           | Scott McCain            | 6:3, 6:4          |

### Doppel
| Jahr                         | Sieger                                     | Finalgegner                       | Finalergebnis      |
| ---------------------------- | ------------------------------------------ | --------------------------------- | ------------------ |
| 2025                         | Santiago González Austin Krajicek          | Ryan Seggerman Patrik Trhac       | 7:69, 3:6, [10:5]  |
| 2024                         | Ryan Seggerman Patrik Trhac                | Tristan Schoolkate Adam Walton    | 5:7, 6:4, [10:5]   |
| 2023                         | Boris Arias Federico Zeballos              | Evan King Reese Stalder           | 7:5, 5:7, [10:2]   |
| 2022                         | Nicolás Jarry Matheus Pucinelli de Almeida | Jonathan Eysseric Artem Sitak     | 6:2, 6:3           |
| 2019–2021: nicht ausgetragen |                                            |                                   |                    |
| 2018                         | Yannick Hanfmann Kevin Krawietz            | Luke Bambridge Jonny O’Mara       | 6:2, 7:63          |
| 2014–2017: nicht ausgetragen |                                            |                                   |                    |
| 2013                         | Carsten Ball (2) Chris Guccione            | Jordan Kerr John-Patrick Smith    | 6:3, 3:6, [11:9]   |
| 2010–2012: nicht ausgetragen |                                            |                                   |                    |
| 2009                         | Sanchai Ratiwatana Sonchat Ratiwatana      | Víctor Estrella João Souza        | 6:3, 6:3           |
| 2008                         | Carsten Ball (1) Robert Smeets             | Neil Bamford Joshua Goodall       | 6:75, 6:4, [10:3]  |
| 2007                         | Marcelo Melo Horacio Zeballos              | Ramón Delgado André Sá            | 6:4, 6:2           |
| 2006                         | Tripp Phillips (2) Rogier Wassen           | Michael Kohlmann Alexander Waske  | 6:74, 6:4, [13:11] |
| 2005                         | Lukáš Dlouhý Pavel Šnobel                  | Marcos Daniel Flávio Saretta      | 6:2, 1:6, 6:3      |
| 2004                         | Ashley Fisher Tripp Phillips (1)           | Federico Browne Rogier Wassen     | 6:4, 2:6, 6:3      |
| 2003                         | Huntley Montgomery Andres Pedroso          | Bruno Echagaray Jean-Julien Rojer | 6:73, 7:5, 6:4     |
| 2000–2002: nicht ausgetragen |                                            |                                   |                    |
| 1999                         | Gastón Etlis Damián Furmanski              | Paulo Taicher Andrés Zingman      | 6:4, 6:3           |
| 1992–1998: nicht ausgetragen |                                            |                                   |                    |
| 1991                         | Ricardo Acioly Pablo Albano (2)            | Francisco Montana Leif Shiras     | 6:3, 6:3           |
| 1990                         | Pablo Albano (1) Ville Jansson             | Bryan Shelton Nduka Odizor        | 6:3, 6:4           |
| 1989                         | nicht ausgetragen                          | nicht ausgetragen                 | nicht ausgetragen  |
| 1988                         | Peter Doohan Michael Fancutt               | George Bezecny Tom Mercer         | 3:6, 6:4, 6:0      |
| 1981–1987: nicht ausgetragen |                                            |                                   |                    |
| 1980                         | Scott McCain Larry Stefanki                | Glen Holroyd Craig Wittus         | 6:3, 6:3           |